# Лоренцо Дзадзері
Лоренцо Дзадзері (італ. Lorenzo Zazzeri, 9 серпня 1994) — італійський плавець.
Призер Олімпійських Ігор 2020 року.
Призер Чемпіонату світу з плавання на короткій воді 2018 року.
Призер Чемпіонату Європи з водних видів спорту 2018, 2020 років.
Призер Чемпіонату Європи з плавання на короткій воді 2017 року.
Призер літньої Універсіади 2017 року.

## Виступи на Олімпійських іграх
| Олімпіада  | Дисципліна             | Місце |
| ---------- | ---------------------- | ----- |
| Токіо 2020 | 50 м вільним стилем    | 7     |
| Токіо 2020 | 4×100 м вільним стилем | 2     |
| Париж 2024 | 50 м вільним стилем    | 12    |